# Alessandro Strumia
Alessandro Strumia (Firenze, 26 dicembre 1969) è un fisico italiano.

## Biografia
Laureatosi in fisica nel 1992 all'Università di Pisa con 110 e lode, ha ottenuto il dottorato di ricerca nel medesimo ateneo sotto la supervisione di Riccardo Barbieri nel 1995. Ha successivamente svolto attività di ricerca all'Università autonoma di Madrid, all'Istituto nazionale di fisica nucleare (INFN) e al CERN; nel 2008 è stato nominato professore associato all'Università di Pisa e dal 2015 al 2019 è stato docente ospite al CERN.
Si occupa di fisica teorica, focalizzandosi in particolare nella fisica delle particelle. Nel giugno 2020 la rivista scientifica specializzata Physical Review D ha pubblicato uno studio a firma di Strumia e Daniele Teresi, in cui viene ipotizzata la naturalezza precaria, ipotesi che tenta di spiegare l'asimmetria fra materia e antimateria e che prova a rifondare la fisica moderna al di là del Modello standard.

### Controversie
Il 28 settembre 2018, in occasione del primo convegno su teoria delle alte energie e genere al CERN a Ginevra, Strumia ha tenuto una presentazione dal titolo "Dati bibliometrici sulle questioni di genere nella teoria fondamentale". Secondo Strumia la fisica fu inventata da Galileo Galilei, Isaac Newton e altri uomini, in tempi in cui l'accesso delle donne all'istruzione era difficile; nessuno ha accesso privilegiato su invito, ma chiunque può farsi avanti e venire apprezzato in base ai propri meriti, non in base al proprio genere: egli riporta l'esempio di Marie Curie, vincitrice di due premi Nobel.
Questa presa di posizione, che rientra nel più ampio tema che contrappone la meritocrazia e le pari opportunità da una parte all'uguaglianza di genere e alla parità di trattamenti dall'altra, ha sollevato una polemica nella comunità scientifica e nell'opinione pubblica.
Il 30 settembre il CERN ha sospeso Strumia da ogni attività e ha fatto partire, insieme all'Università di Pisa, delle indagini interne per accertare se lo scienziato avesse infranto il codice di condotta. Il 2 ottobre anche l'INFN ha deciso di sospendere Strumia in attesa del responso delle indagini interne..
Università di Pisa ha deliberato di irrogare al prof. Alessandro Strumia la sanzione del richiamo pubblico per la violazione, grave e rilevante,  del Codice Etico per sulla presentazione.
Il 7 marzo 2019 la BBC ha lanciato la notizia che il CERN, a seguito delle investigazioni interne, ha deciso di interrompere il rapporto di lavoro con Strumia, che conduceva ricerche in qualità di professore ospite.
Nel novembre successivo la rivista scientifica specializzata ad accesso aperto Quantitative Science Studies ha annunciato di voler pubblicare lo studio "Questione di genere nella fisica fondamentale" condotto da Strumia. In seguito alle polemiche, la rivista si è resa disponibile ad accettare eventuali articoli di risposta allo studio.